# ТЕС Соломон-Хаб
22°8′50″ пд. ш. 117°57′24″ сх. д. / 22.14722° пд. ш. 117.95667° сх. д.
ТЕС Соломон-Хаб – теплова електростанція на північному заході Австралії.
Електростанцію спорудили з метою забезпечення залізорудних копалень компанії Fortescue Metals Group, що відносяться до хабу Соломон. В 2012 році стал до ладу перша черга, що складається зі встановлених на роботу у відкритому циклі газових турбін – двох General Electric типу LM6000 потужністю по 41,2 МВт та чотирьох Solar Turbines типу Titan 130 потужністю по 13 МВт.
В 2020-му запустили другу чергу, що має 14 генераторних установок на основі двигунів внутрішнього згоряння від Rolls Royce Bergen типу B36:45 загальною потужністю 165 МВт.
Як паливо використовують природний газ. Спершу його доправляли у стистненому вигляді (станція стиснення працювала на ресурсі з газопроводу Каррата – Порт-Гедленд), а в 2015-му ввели в дію газопровід Дампір-Банбері – Соломон-Хаб.
Кожна турбіна General Electric має димар заввишки 19 метрsd, тоді як агрегати від Solar Turbines отримали димарі по 8 метрsd. Кожна генераторна установка другої черги має димар заввишки 18 метрів.
Видача продукції відбувається під напругою 11 кВ.